# Metretopus borealis
Espèce
Metretopus borealis est une espèce d'insectes appartenant à l'ordre des éphéméroptères.